# Interamt

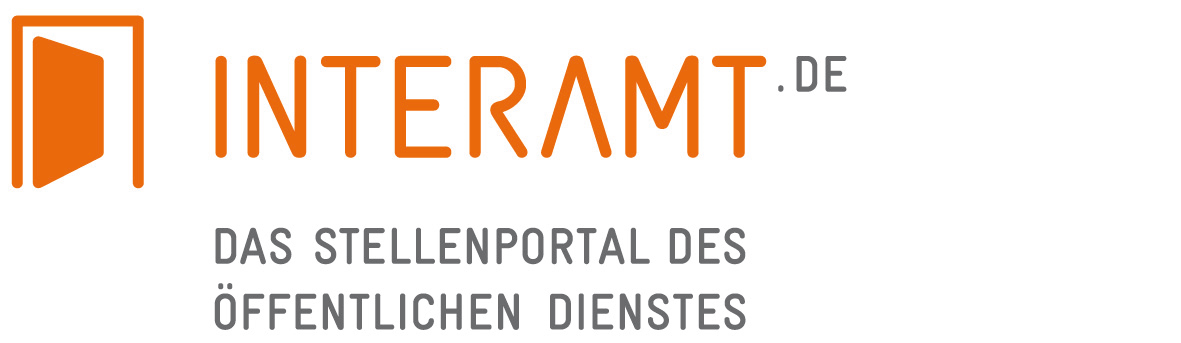
Logo Interamt

Interamt, eigene Schreibweise INTERAMT, ist ein deutscher Anbieter für E-Recruiting im öffentlichen Dienst. Es ist mit rund 60.000 Stellenangeboten jährlich die größte Stellenbörse für den öffentlichen Dienst in Deutschland.
Interamt wurde bis zum 31. Dezember 2019 vom zentralen Personal- und Servicedienstleister Vivento der Deutschen Telekom AG betrieben; seit dem 1. Januar 2020 ist die DVZ M-V GmbH alleinige Besitzerin und Betreiberin von Interamt. Bereits seit dem 1. Juli 2019 betrieb sie im Auftrag der Deutschen Telekom AG die Anwendung "Interamt" in ihrem Rechenzentrum in Schwerin. Die DVZ M-V ist eine 100-prozentige Gesellschaft des Landes Mecklenburg-Vorpommern; somit ist auch Interamt ein Teil des öffentlichen Dienstes geworden.

## Geschichte
Der Name Interamt steht für den Austausch (Inter) zwischen Behörden und Ämtern (Amt). Die Marke Interamt ging im Jahr 2008 in Betrieb. Interamt ist seit 2010 ein öffentliches Stellenportal und wurde in den ersten beiden Jahren nur von teilnehmenden Behörden und Mitarbeitern genutzt. Die Funktion, Stellen intern auszuschreiben und anschließend bei Bedarf öffentlich auszuschreiben, blieb erhalten. Mit der Zeit wurde das reine Stellenportal weiterentwickelt, sodass Interamt heute außerdem ein speziell auf den öffentlichen Dienst zugeschnittenes Bewerbermanagementsystem betreibt.

## Leistungen
Interamt bietet Dienstleistungen vom kostenlosen Ausschreiben auf dem Stellenportal bis hin zur vollständigen Nutzung der Funktionen des Bewerbermanagements. Das Rekrutierungsinstrument soll vor allem die junge Zielgruppe ansprechen.
Zusätzlich zu der Möglichkeit, den möglichen Arbeitgeber online kostenlos auszuschreiben, bietet Interamt öffentlichen Arbeitgebern die Option, ein kostenpflichtiges individuell angepasstes Tool für den gesamten Bewerbungsprozess zu nutzen. Die Stellen vergebende Behörde kann zwischen verschiedenen Optionen entscheiden. Außerdem ermöglicht das Instrument von Interamt den Arbeitgebern auch nach Abschluss des Auswahlverfahrens die Daten der Bewerber für die Zukunft auszuwerten.